# HS2000
La HS2000 (en croata: Hrvatski Samokres, en español: "pistola croata") es una serie de pistolas semiautomáticas hechas por la firma croata HS Produkt. Su estructura de polímero y percutor, la serie es fabricada para ser comercializada en Europa, donde las pistolas se comercializan como las series HS y XDM, mientras que en los Estados Unidos, las pistolas se venden como las series Springfield Armory XD y XD-M, respectivamente. Otras variantes derivadas vendidas por Springfield Armory, Inc., son exclusivas del mercado estadounidense.

## Historia
La HS2000 tiene sus raíces en una pistola de servicio conocida como PHP (en croata: Prvi Hrvatski Pistolj, en español "primera pistola croata"), que fue producida por primera vez en Croacia por la empresa privada de piezas industriales IM Metal en 1991. Diseñada por un equipo dirigido por Marko Vuković, la PHP se consideraba un diseño sólido, pero las primeras versiones estaban plagadas de problemas de calidad, debido en gran parte a las dificultades de fabricación durante la guerra de secesión de Yugoslavia. 
El equipo de Vuković continuó ajustando y mejorando el diseño durante la siguiente década, lanzando la "HS95" (Hrvatski Samokres o pistola croata) en 1995, y la HS2000 en 1999 como su versión más lograda. A principios de 2001, tras el éxito de las pistolas HS2000 en el mercado mundial, la empresa cambió su nombre a HS Produkt.
La HS2000 fue adoptada por las fuerzas militares croatas y las fuerzas de seguridad croatas como arma de servicio estándar. Inicialmente fue exportada al mercado de Estados Unidos por Intrac y distribuida por HSAmerica, que vendió la pistola calibrada al cartucho 9 × 19 mm (9 mm) como HS2000. En 2002, Springfield Armory, Inc. negoció los derechos de producción bajo licencia para el mercado de los Estados Unidos, utilizando la marca XD (eXtreme Duty). 
En 2013, a través de un distribuidor mayorista; HS Produkt comenzó a ofrecer variantes actualizadas bajo la marca XDM, en Europa. Actualmente, HS Produkt enumera las pistolas de la serie HS y XDM en su sitio web, correspondientes a las series XD y XD-M, respectivamente, vendidas en los Estados Unidos por Springfield Armory. Las variantes adicionales con un cargador de pila única (XD-S), un martillo externo (XD-E) o actualizaciones generacionales (Mod.2) son exclusivas del mercado estadounidense.

## Diseño

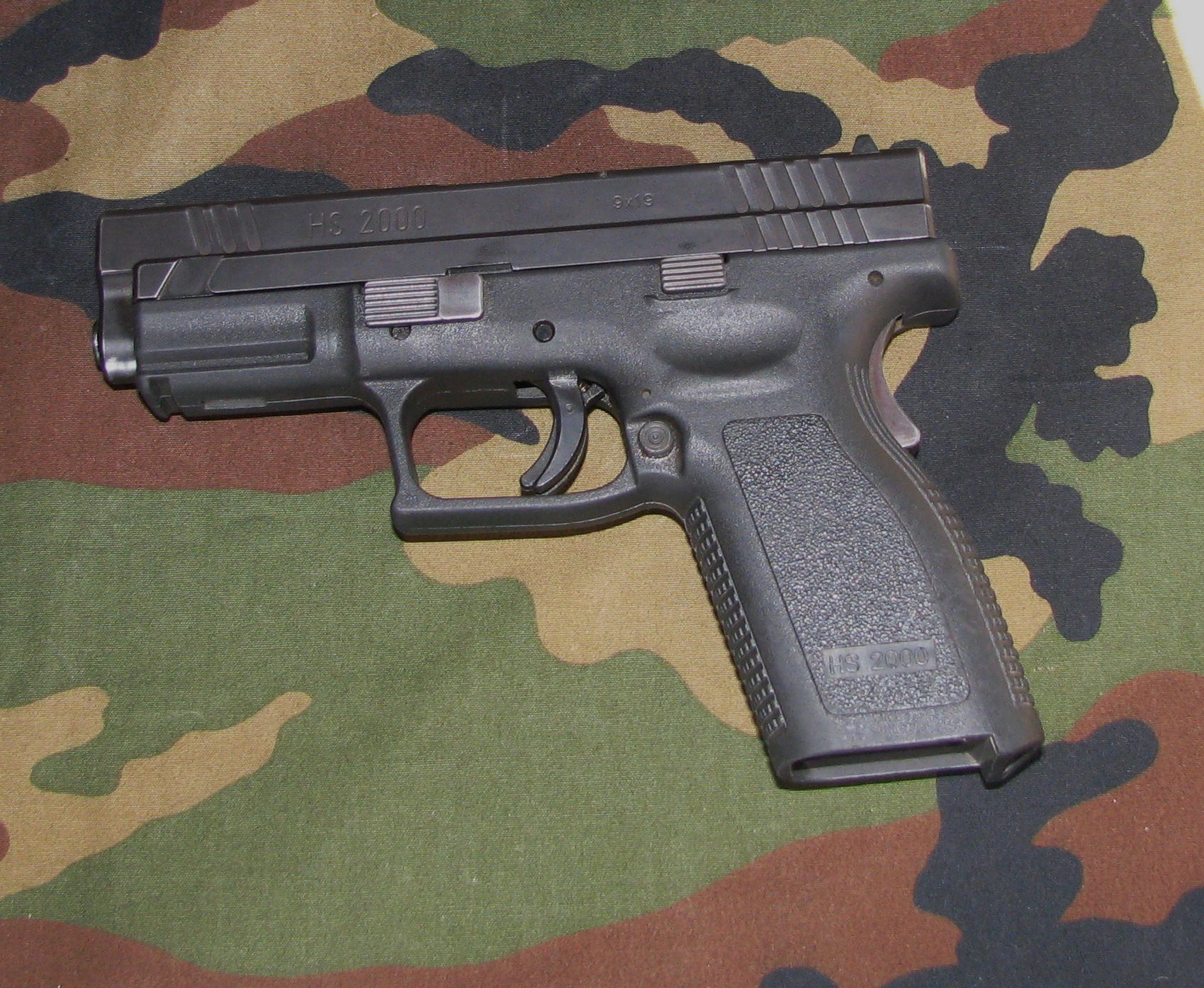
Un HS2000 sin cargador

La HS2000 es una pistola semiautomática con retroceso corto, recámara bloqueada y disparo por percutor. Las pistolas de la serie utilizan un marco de polímero con inserciones de acero, riel de montaje y seguridad montada en el gatillo. Un indicador de percutor amartillado sobresale de la parte trasera de la diapositiva cuando el percutor está amartillado. Un indicador de cámara cargada gira hacia arriba en la parte superior de la diapositiva cuando hay una ronda en la cámara, tanto visual como táctil. También es estándar un lanzamiento de cargador ambidiestro. El desmontaje de la pistola se realiza a través de una palanca en el lado izquierdo del marco que gira hacia arriba, lo que permite que la corredera se mueva hacia adelante fuera del marco. Esto es muy similar al mecanismo de desmontaje que se ve en las pistolas fabricadas por SIG Sauer. No es necesario apretar el gatillo para desmontar la pistola, a diferencia de algunos de sus competidores (e incluso de las primeras versiones del XD). El gatillo estándar de fábrica tiene un recorrido de 13 mm (0,5 pulg). La mayoría de los HS2000 tienen dos resortes de retroceso cautivos; sin embargo, el XDM y Tactical de 5 pulgadas (127 mm) modelos tienen resortes no cautivos. La varilla de guía del resorte de retroceso también actúa como un dispositivo de separación, ya que el extremo de la varilla sobresale de debajo del cañón y mantiene la corredera en la batería cuando se presiona contra un objeto como el pecho de alguien en situaciones de autodefensa a distancia de contacto. Esto evita que la corredera se mueva hacia atrás porque el dispositivo empuja el área de la superficie de los objetos lejos de la corredera, aumentando así la posibilidad de que la pistola funcione normalmente. [cita requerida]
Después del tratamiento térmico, las piezas metálicas se terminan con un proceso de nitruración patentado llamado Tenifer Plus +. Este acabado se caracteriza por una extrema resistencia al desgaste y a la corrosión; penetra en el metal y las piezas tratadas tienen propiedades similares incluso por debajo de la superficie hasta una cierta profundidad. El proceso Tenifer Plus + produce una superficie antideslumbrante de color gris mate con una clasificación de dureza 64 Rockwell C y una dureza de 1.200 a 1.300 Resistencia a la tracción N / mm 2. Este acabado hace que el HS2000 sea especialmente adecuado para el transporte oculto, ya que el acabado altamente resistente al cloruro permite que la pistola resista mejor los efectos de la transpiración. 
El HS2000 se alimenta mediante cargadores de caja desmontables de columna escalonada (también conocidos como "doble pila") que están hechos de acero inoxidable pulido con una base de polímero. El peso vacío de un cargador de caja HS2000 de tamaño estándar es 80 gramos (2,8 oz). 